# Cryptocephalus ilicis
Cryptocephalus ilicis es una especie de insecto coleóptero de la familia Chrysomelidae.
Fue descrita científicamente en 1808 por G. A. Olivier.